# Forte de São João (São Mateus da Calheta)

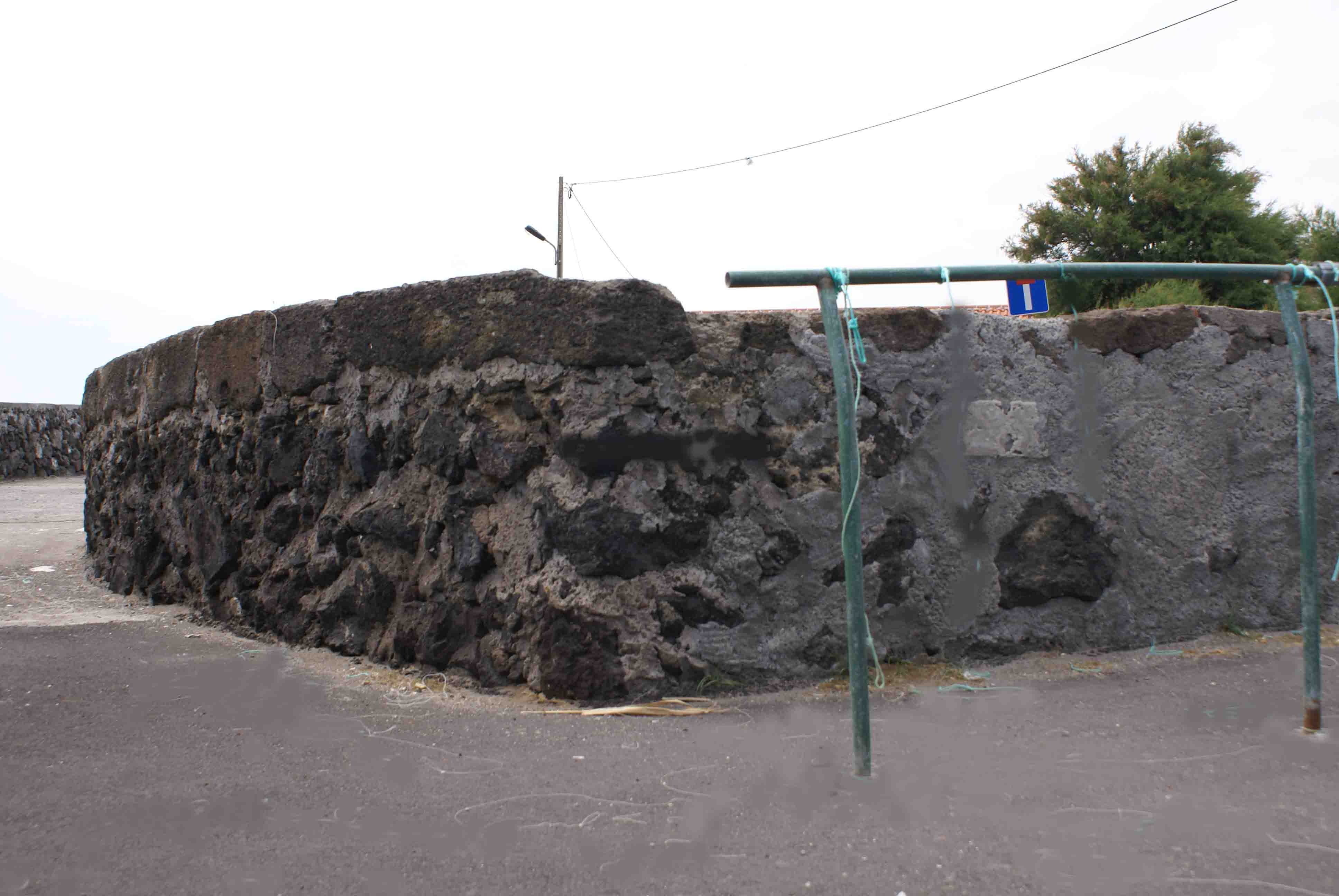
Forte dos Biscoitinhos, Terceira.

O Forte de São João, também referido como Forte dos Biscoitinhos e Forte do Biscoitinho, localiza-se no Bravio, sobre a baía de São Mateus, na freguesia de São Mateus da Calheta, concelho de Angra do Heroísmo, na costa sul da ilha Terceira, nos Açores.
Em posição dominante sobre este trecho do litoral, constituiu-se em uma fortificação destinada à defesa deste ancoradouro contra os ataques de piratas e corsários, outrora frequentes nesta região do Oceano Atlântico. Cooperava com o Forte Grande e com o Forte da Igreja, entre os quais se situava.

## História
Não se encontra referido por DRUMMOND entre as fortificações edificadas no contexto da crise de sucessão de 1580, em 1581, por determinação do corregedor dos Açores, Ciprião de Figueiredo e Vasconcelos, conforme o plano de defesa da ilha elaborado por Tommaso Benedetto
Não se encontra referido no trabalho do Sargento-mor Engenheiro João António Júdice (1767), no do capitão de Infantaria Francisco Xavier Machado (1771-1772), nem no do Ajudante de Ordens Manoel Correa Branco (1776). Também não consta da coleção de plantas de José Rodrigo de Almeida, o que deixa dúvidas acerca de se foi um dos fortes reparados ou reconstruídos pelo Capitão-general dos Açores, Francisco António de Araújo e Azevedo, entre 1818 e 1820,
De acordo com FARIA (1997) a designação de "Biscoitinhos" só é encontrada no século XIX, aludindo possívelmente ao antigo "Reduto do Poço", referido por Júdice em 1767, e, com maior possibilidade de erro, com o "Forte do Açougue", referido por Gaspar Frutuoso ao final do século XVI.
No contexto da Guerra Civil Portuguesa (1828-1834) terá sido reparado.
A "Relação" do marechal de campo Barão de Bastos em 1862 informa que se encontra em bom estado de conservação, e observa: "É um simples barbete com uma peça de calibre 18; não tem alojamento nem paiol."
O tombo de 1881 encontrou-o abandonada e em ruínas.
Atualmente os seus muros encontram-se consolidadas, por iniciativa da Junta de Freguesia de São Mateus.

## Características

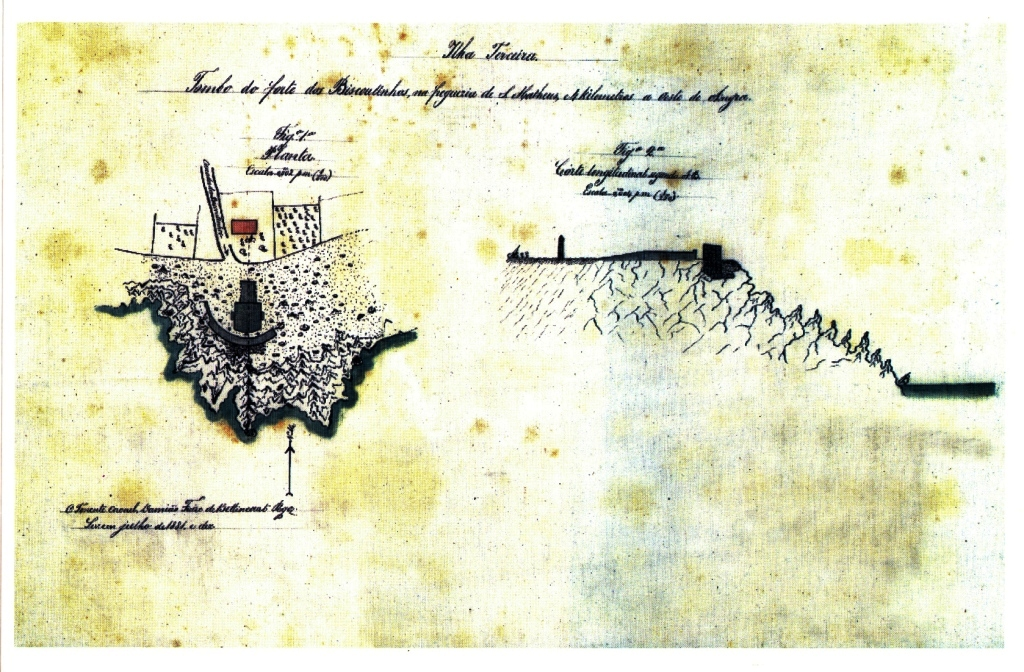
Forte dos Biscoitinhos (Damião Pego, Agosto de 1881).

Técnicamente constitui-se apenas numa bateria, uma vez que não possui fechamento. Apresenta planta com o formato semi-circular, constituindo-se em edificação ligeira de alvenaria de pedra argamassada, guarnecendo uma plataforma lajeada de cantaria. Não possuía edificações de serviço.
Estava artilhado com uma peça, jogando à barbeta.